# Nessia bipes
Espèce
Synonymes
- Acontias smithi Deraniyagala, 1934

Nessia bipes est une espèce de sauriens de la famille des Scincidae.

## Répartition
Cette espèce est endémique du Sri Lanka.

## Publications originales
- Deraniyagala, 1934 : Some new fossorial skinks of Ceylon. Ceylon Journal of Science, vol. 18, p. 231-233.
- Smith, 1935 : The fauna of British India, including Ceylon and Burma. Reptiles and Amphibia. Vol. II. Sauria. Taylor and Francis, London, p. 1-440.